# إسماعيل بن أبي خالد
أبو عبد الله إسماعيل بن أبي خالد البجلي الأحمسي المولى الكوفي، اسم أبيه هرمز، وقيل سعد، وقيل : كثير. وله من الإخوة أشعب، وخالد، وسعيد. كان محدث الكوفة في زمانه مع الأعمش.

## شيوخه
حدث عن عبد الله بن أبي أوفى، وأبي جحيفة وهب السوائي، وعمرو بن حريث المخزومي، وأبي كاهل قيس بن عائذ، ولهم صحبة، وعداده في صغار التابعين، وروى أيضا عن قيس بن أبي حازم، وزيد بن وهب، وزر بن حبيش، والحارث بن شبيل، وحكيم بن جابر، وطارق بن شهاب، والشعبي، ومحمد بن سعد بن أبي وقاص، وينزل إلى أبي إسحاق، والزبير بن عدي، وسلمة بن كهيل وعطاء بن السائب وعبد الملك بن عمير وخلق. ويروي عن أبيه وأخيه خالد، وأخيه سعيد، وكان من أوعية العلم.

## تلاميذه
روى عنه الحكم بن عتيبة، ومالك بن مغول، وشعبة بن الحجاج، وسفيان، وشريك، وجرير، وعباد بن العوام، وعبد الله بن نمير، وعيسى بن يونس، والفضل بن موسى، وأبو معاوية، ووكيع بن الجراح، ويحيى القطان، ويزيد بن هارون، وابن إدريس، وحفص بن غياث، ومحمد بن بشر العبدي، وابن كناسة ومحمد بن خالد الوهبي، وعبيد الله بن موسى، ويحيى بن هاشم السمسار، وهو على ضعفه آخر من روى عنه.

## ثناء العلماء عليه
روى البخاري عن علي قال: «له نحو ثلاثمائة حديث». روى ابن المبارك عن سفيان: «حفاظ الناس ثلاثة: إسماعيل بن أبي خالد، وعبد الملك بن أبي سليمان، ويحيى بن سعيد الأنصاري، وإسماعيل أعلم الناس بالشعبي وأثبتهم فيه». وروى الوليد بن عتبة عن مروان بن معاوية، قال: «كان إسماعيل يسمى الميزان وروى مجالد عن الشعبي قال: ابن أبي خالد يزدرد العلم ازدرادا». قال أبو إسحاق عن الشعبي: «إسماعيل يحسو العلم حسوا». قال ابن المديني: «قلت ليحيى القطان ما حملت عن إسماعيل، عن عامر، صحاح قال نعم». وقال القطان: «كان سفيان به معجبا». قال عبد الله بن أحمد بن حنبل: « قال أبي أصح الناس حديثا عن الشعبي ابن أبي خالد، ابن أبي خالد يشرب العلم شربا». وقال يحيى بن معين: «ثقة، وكذا وثقه ابن مهدي وجماعة».

## وفاته
توفي ابن أبي خالد سنة 146 هـ .